# 興致高昂
〈興致高昂〉是英國歌手杜娃·黎波的歌曲，收錄在黎波第二張錄音室專輯《流行先鋒》。2020年10月1日，與DaBaby合作的版本發行，該版本登上各大音樂排行榜。在美國《告示牌》百强单曲榜最高排名第2，因在榜上停留周數最多，而在2021年告示牌年終排行榜，得到百大熱門單曲(Hot 100)冠軍。。